# Шкардун, Владимир Дмитриевич
Владимир Дмитриевич Шкардун (род. 19xx год, Москва) — доктор экономических наук, профессиональный маркетолог, профессор-координатор специализации МВА-маркетинг МИРБИС.

## Деятельность
- 1972 год — окончил Московский электротехнический институт связи, специальность: радиоинженер.
- Ведущий инженер по лётным испытаниям.
- 1990 год — Центр подготовки менеджеров при РЭА им. Г.В. Плеханова, специальность: маркетолог промышленных товаров.
- Член Российской Академии Естествознания[1].
- В настоящее время: консультант; специализация - консалтинг в сфере маркетинга и сбыта, проведение маркетинговых аудитов и внутрифирменных тренингов, разработка стратегических программ, персональное консультирование высших менеджеров. Более 50 реализованных проектов; руководитель Школы практического маркетинга.

Как профессор-координатор специализации МВА-маркетинг МИРБИС, Владимир Дмитриевич занимается чтением курсов по 10 направлениям маркетинга на программах МВА; преподаваемые курсы:
1. Маркетинг
2. Маркетинговая политика
3. Стратегический маркетинг
4. Интеграция маркетинга в управление предприятием
5. Коммуникационная среда фирмы
6. Работа с ключевыми клиентами
7. Маркетинговая поддержка сбыта
8. Успешная стратегия продаж
9. Оценка рыночных шансов предприятия
10. Рекламная и выставочная деятельность фирмы

По оценке журнала «Секрет фирмы», Владимир Дмитриевич Шкардун входит в тройку ведущих маркетологов России.
Тема докторской диссертации: «Стратегическое планирование деятельности предприятия на основе методологии маркетинга».

Основные научные положения диссертации, сформулированные на основании проведенных исследований:
- Маркетинговая концепция стратегического планирования деятельности предприятия.
- Методический подход к разработке стратегической программы предприятия с использованием маркетинговых аналитических ресурсов для оценки поставленных целей, текущей рыночной позиции, потенциала предприятия и выдвигаемых стратегических альтернатив.
- Методология организации стратегического целеполагания на основе учета притязаний собственников, формализации и определения структуры целей, а также методический аппарат распределения интеллектуальных и временных ресурсов собственников, участвующих в управлении предприятием
- Модель организации информационно-аналитического обеспечения стратегического планирования на основе маркетинговой информационной системы с учетом влияния информационных фильтров.
- Комплекс методик оценки и повышения степени готовности менеджмента предприятия к работе на основе стратегического планирования.
- Практический механизм организации стратегического планирования на основе маркетингового аудита.
- Оригинальный методический аппарат маркетингового аудита, представляющий собой апробированный комплекс моделей и методик стратегического планирования.

Также, Владимир Дмитриевич — автор трёх монографий.

### Монографии
1. Шкардун В.Д. Маркетинговые основы стратегического планирования. 1-е издание - М.: Дело, 2005, - 375 с.
2. Шкардун В.Д. Маркетинговые основы стратегического планирования. 2-е издание - М.: Дело, 2007, - 375 с.
3. Шкардун В.Д. Маркетинговые основы стратегического планирования. 3-е издание - М.: Дело, 2008, - 375 с.

### Методические пособия
1. Шкардун В.Д. Маркетинг в практике информационных служб организаций и предприятий. – М.: МДНТП, 1990. – 7,3 п.л.
2. Шкардун В.Д. Маркетинг информационной продукции и услуг предприятия. – М.: Информтехника, 1991. – 2,25 п.л.
3. Шкардун В.Д. Основы маркетинга продукции предприятия. – М.: ЦРДЗ, 1992. – 5,9 п.л.
4. Шкардун В.Д. Маркетинговые исследования / методическое пособие - М.: МИРБИС, 2000. – 9,6 п.л.

### Научные статьи в изданиях, входящих в перечень ВАК
1. Шкардун В.Д., Коммуникационная система маркетинговой информации предприятия // Маркетинг, 2004, № 4 - 0.9 п.л.
2. Шкардун В.Д., Кусик А.В., Ушанов А.В. Методический подход к учету влияния факторов внешней среды при выборе маркетинговой стратегии фирмы // Маркетинг, 2000, №4. – 0.45 п.л. (лично автора 0.15 п.л.).
3. Шкардун В.Д., Ахтямов Т.М. Оценка готовности предприятия к реализации маркетинговой стратегии // Маркетинг, 2001, №3 (58). – 0.5п.л. (лично автора 0.25 п.л.).
4. Шкардун В.Д. Проблемы анализа маркетинговой среды фирмы // "Современные аспекты экономики", СПб 2004, № 5(56). – 0.68 п.л.
5. Шкардун В.Д. Стоя перед зеркалом…// Российское предпринимательство, 2008, № 2, Выпуск 1 – 0.4 п.л.
6. Шкардун В.Д. О различных аспектах интегральной оценки конкурентоспособности предприятия // Маркетинг, 2005, № 1 - 0.9 п.л.
7. Шкардун В.Д. Лояльный клиент / Российское предпринимательство, 2008, № 5, выпуск 1 – 0.4 п.л.

### Прочие публикации
1. Шкардун В.Д. Некоторые вопросы планирования информационного обеспечения НИОКР. Материалы научно-технического семинара/ Ленинград, 1983. М.: НИИЭИР, 1984.
2. Шкардун В.Д. Вспомогательная планово-отчетная документация отдела информации в условиях АСУ предприятия. Сб. ВИМИ № 4, 1984.
3. Гольдгамер Г.И., Шкардун В.Д. Информационное курирование исследований и разработок. – Теория и практика НТИ. Материалы семинара МДНТП, Москва. 1985. – 1,0 п.л. (лично автора 0,5 п.л.).
4. Шкардун В.Д., Гурьянов В.Г. Информационное обеспечение руководителей НПО.- Теория и практика НТИ. Материалы семинара МДНТП, Москва. 1985. – 0,5 п.л. (лично автора 0,25 п.л.).
5. Шкардун В.Д. Комплексная оценка результатов деятельности инженеров-кураторов информационного органа. Теория и практика НТИ. Материала семинара МДНТП, Москва. 1985.- 0.7 п.л.
6. Гольдгамер Г.И., Шкардун В.Д. Об оценках деятельности органов НТИ и творческой активности их сотрудников.- Теория и практика НТИ. Материала семинара МДНТП, Москва. 1987. – 0,7 п.л. (лично автора 0,35 п.л.).
7. Гольдгамер Г.И., Шкардун В.Д. Проблемы и практика информационного обеспечения исследований и разработок. – НТИ. Сер.1- 1987.-№2. – 0,9 п.л. (лично автора 0,45 п.л.).
8. Шкардун В.Д., Солодовников В.С. Автоматизированное рабочее место инженера-куратора информационного органа.- Теория и практика НТИ. Материала семинара МДНТП, Москва. 1987. – 0,6 п.л. (лично автора 0,3 п.л.).
9. Шкардун В.Д. Комплексная оценка результатов деятельности информационных работников. НТИ. Сер.1- 1987.- №11.- 0.8п.л.
10. Шкардун В.Д. Управление информационным обеспечением исследований и разработок с использованием АСУ предприятия. НТИ. Сер.1-1988.-№10.- 0.4 п.л.
11. Шкардун В.Д. Пакеты информационных услуг на этапах НИОКР. Оптимизация посредством анкетирования разработчиков. НТИ. Сер.2-1989.- № 11.- 0.7 п.л.
12. Шкардун В.Д. Подготовка низовых информационных служб к переходу на хозрасчет. Методические материалы – М.: Общество "Знание" РСФСР, 1989. – 4,0 п.л.
13. Шкардун В.Д. Семь шагов к хозрасчету// Советская библиография. №3 1990. – 0,3 п.л
14. Шкардун В.Д. От смысла терминов – к сути дела. – НТИ. Сер.1- 1990.-№2.
15. Шкардун В.Д. Об искажении маркетинговой информации на предприятии // Маркетинг в России и за рубежом. 1999. №2. – 0,3 п.л.
16. Шкардун В.Д., Ахтямов Т.М. Методика исследования конкуренции на рынке // Маркетинг в России и за рубежом, 2000, №4. – 0,7 п.л. (лично автора 0,35 п.л.).
17. Шкардун В.Д., Моисеев А.Н. Маркетинг как способ выживания фирмы// Мир Бумаги, 2000, №5. – 0.53 п.л. (лично автора 0.26 п.л.)
18. Шкардун В.Д., Стерхова С.А. Исследование рынка – источник принятия управленческих решений // Маркетинг и маркетинговые исследования в России, 2000, №6. – 0.9 п.л. (лично автора 0.45 п.л.)
19. Шкардун В.Д., Стерхова С.А. Опыт прогнозирования объемов продаж на примере рынка систем кондиционирования //Маркетинг и маркетинговые исследования в России, 2001, №1. – 0.9 п.л. (лично автора 0.45 п.л.)
20. Шкардун В.Д., Ахтямов Т.М. Оценка и формирование корпоративного имиджа предприятия // Маркетинг в России и за рубежом, 2001, №3. – 0,65 п.л. (лично автора 0,35 п.л.).
21. Шкардун В.Д., Стерхова С.А. Комплексный метод оценки конкурентоспособности нового товара // Маркетинг и маркетинговые исследования в России, 2001, № 4. – 0.9 п.л. (лично автора 0.45 п.л.)
22. Шкардун В.Д., Стерхова С.А. Формирование и оптимизация сбытовой сети – основа сбытовой политики предприятия// Управление продажами, 2001, № 4. – 1 п.л. (лично автора 0.5 п.л.)
23. Шкардун В.Д., Стерхова С.А. Планирование и оценка эффективности выставочной деятельности промышленного предприятия // Маркетинг и маркетинговые исследования в России, 2002, № 1. – 0.9 п.л. (лично автора 0.45 п.л.)
24. Шкардун В.Д. Маркетинговый аудит как составная часть маркетинговой деятельности фирмы //Маркетинг и маркетинговые исследования в России, 2002, № 4. – 0.9 п.л.
25. Шкардун В.Д., Стерхова С.А. Практические заметки о маркетинговой программе //Маркетинг и маркетинговые исследования в России, 2002, № 5. – 0.9 п.л. (лично автора 0.45 п.л.)
26. Шкардун В.Д. Объекты маркетингового аудита //Маркетинг и маркетинговые исследования в России, 2003, № 1. – 0.9 п.л.
27. Шкардун В.Д. Исполнители маркетингового аудита //Маркетинг и маркетинговые исследования в России, 2003, № 2. – 0.9 п.л.
28. Шкардун В.Д., Ушанов А., Драчев Д. Оценка комплексного предложения фирмы на рынке с целью оптимизации маркетинговых затрат// Управление продажами, 2003, № 2. – 1.0 п.л. (лично автора 0.33 п.л.)
29. Шкардун В.Д. Инструменты маркетингового аудита. Оценка внешней среды //Маркетинг и маркетинговые исследования в России, 2003, № 4. – 0.9 п.л.
30. Шкардун В.Д. Позитивный имидж фирмы как база эффективного брендинга //Бренд-менеджмент, 2003, № 4. – 0.9 п.л.
31. Шкардун В.Д. Маркетинговая оценка готовности фирмы к стратегическому планированию //Сборник "Актуальные проблемы трансформационной экономики", Изд-во МГУ сервиса, 2003. – 0.45 п.л.
32. Шкардун В.Д. Маркетинговый аудит как составная часть стратегического планирования на фирме // Сборник "Актуальные проблемы трансформационной экономики", Изд-во МГУ сервиса, 2003. – 0.45 п.л.
33. Шкардун В.Д. Использование метода групповой экспертизы в стратегическом планировании // Сборник "Актуальные проблемы развития экономики и управления", Изд-во МГУ сервиса, 2004. – 0.5 п.л.
34. Шкардун В.Д. Методический аппарат анализа маркетинговой среды предприятия в процессе стратегического планирования // Сборник "Актуальные проблемы развития экономики и управления", Изд-во МГУ сервиса, 2004. – 0.5 п.л.
35. Шкардун В.Д., Ахтямов Т.М., Ушанов А.В. Исследование притязаний собственников //Менеджмент сегодня, 2004, № 3. – 0.9 п.л. (лично автора 0.5 п.л.)
36. Шкардун В.Д. Консалтинг как инструмент повышения эффективности деятельности предприятия //Инновации. Всероссийский научно-практический журнал, 2004, № 3. – 0.4 п.л.
37. Шкардун В.Д. Значение целей в деятельности организации// Стратегический менеджмент, 2008, № 1 – 0.4 п.л.
38. Шкардун В.Д. Роль аналитической функции маркетинга в процессе стратегического планирования //Маркетинг и маркетинговые исследования, 2008, № 4 (76). – 0.9 п.л.
39. Шкардун В.Д. Комплексная оценка конкурентоспособности предприятия// Бизнес-образование: теория и практика менеджмента: сб. статей/ "МИРБИС" (Институт). – М: МАКС пресс, 2009. - 0.9 п.л.

## Цитаты
- Здоровый сон удлиняет жизнь и сокращает рабочее время[7].
- Не в доле рынка счастье.
- Считать долю рынка фирмы можно хоть в попугаях, но лучше в натуральном выражении[8].
- Рекламные расходы – это инвестиции фирмы в рынок.

## Семья
- Сын: Шкардун Дмитрий Владимирович[9][10].
  - Внуки: 
    - Шкардун Максим Дмитриевич,
    - Шкардун Александр Дмитриевич